# Aelurillus balearus
Aelurillus balearus är en spindelart som beskrevs av Galina N. Azarkina 2006. Aelurillus balearus ingår i släktet Aelurillus och familjen hoppspindlar. Inga underarter finns listade i Catalogue of Life.